# Costa Smeralda (Sardaigne)
Pour les articles homonymes, voir Costa Smeralda.
La Costa Smeralda, littéralement : côte d'émeraude, en gallurais : Monti di Mola, en sarde : Montes de Mola, est la côte nord de la Sardaigne longue de 55 km et couvrant environ 30 km2 dans le territoire de Arzachena.  

## Présentation

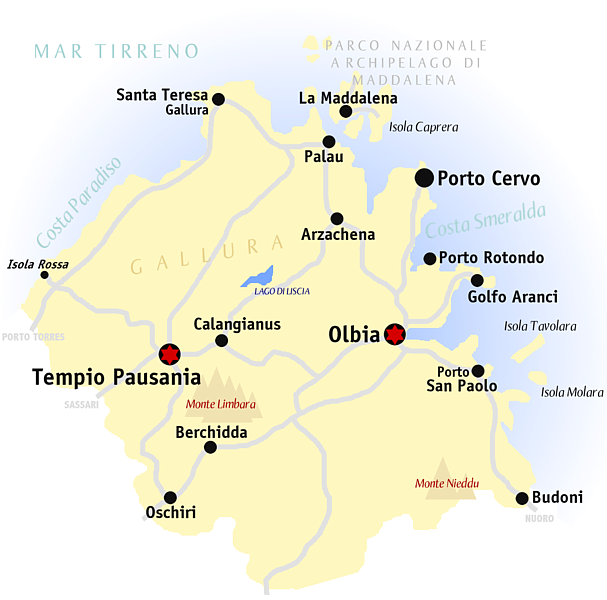
Carte géographique de la Gallura avec l'indication de la Costa Smeralda

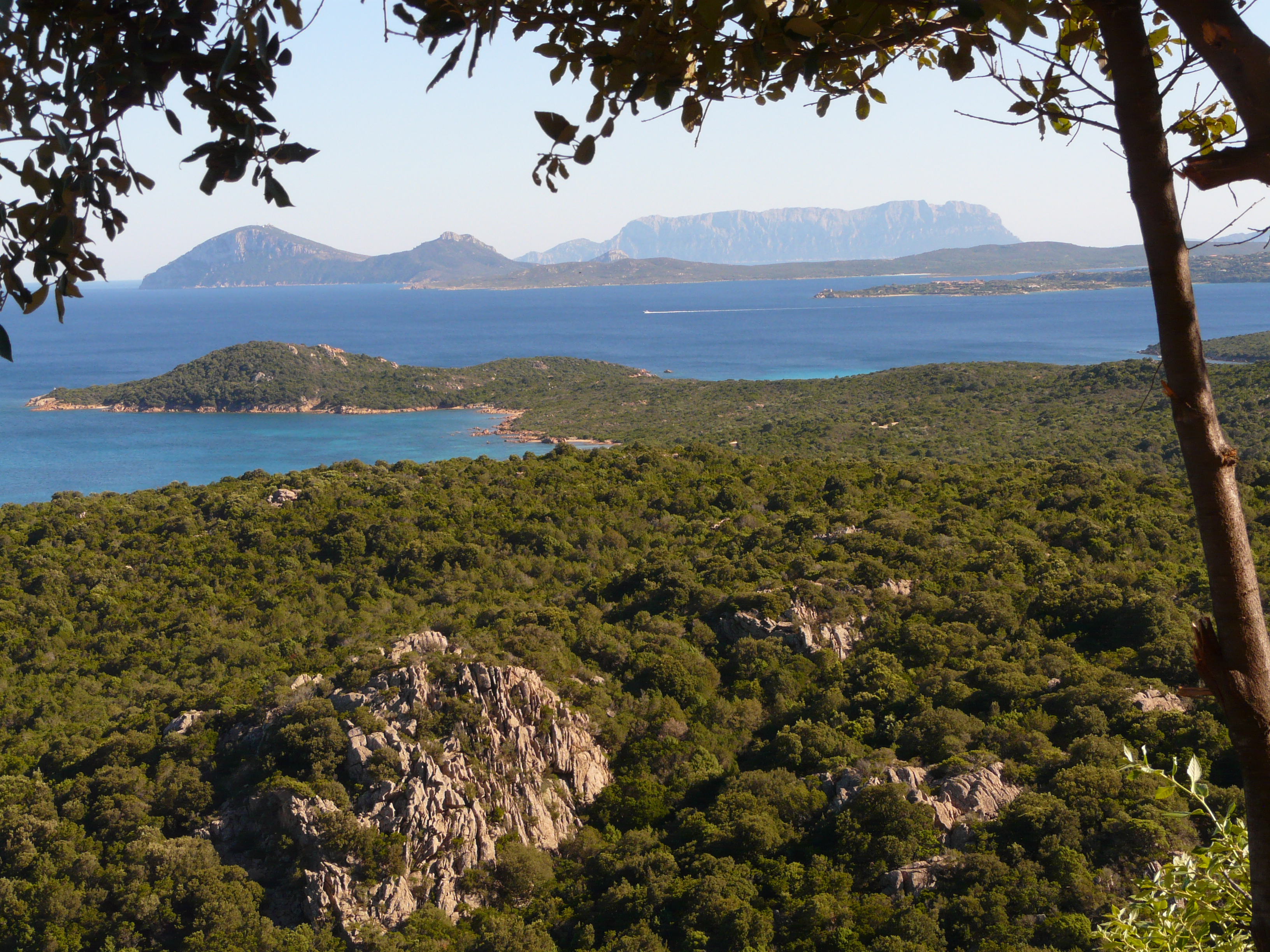
De droite à gauche: promontoire de Petra Ruja, péninsule du Golfo Aranci, île de Tavolara

Le développement de la Costa Smeralda a été engagé en 1961 par Karim Aga Khan IV,. Celui-ci avait pour but de transformer ce bout de terre en une zone importante de villégiature renommée avec la construction de luxueux complexes hôteliers et les avantages du territoire comme ses multiples îles et le climat favorable. Cette initiative signa le démarrage de l'industrie touristique sarde.

### Transports
La Costa Smeralda fait partie des sites réputés de la randonnée en Sardaigne. Un parcours traversant le Nord de l'île de Sardaigne et cette zone en particulier à vélo a été tracé dans les années 2020 pour permettre le passage à vélo électrique, mais en requérant une bonne condition physique, le long d'un itinéraire vallonné avec de fortes montées et descentes et un dénivelé positif journalier qui varie de 500 à 850 m.